# Copa Europeia/Sul-Americana de 1982
A Copa Europeia/Sul-Americana de 1982, também conhecida como Copa Toyota e Copa Intercontinental, foi a 21.ª edição da competição, disputada na cidade de Tóquio no Japão em 12 de dezembro de 1982. O confronto envolveu o Peñarol do Uruguai, campeão da Taça Libertadores da América e o Aston Villa da Inglaterra, campeão da Liga dos Campeões da UEFA.
Em 27 de outubro de 2017, após uma reunião realizada na Índia, o Conselho da FIFA reconheceu os vencedores da Copa Intercontinental como campeões mundiais.

## História
Poucos dias depois da conquista da América, o Peñarol  já teve que arrumar as malas e viajar para o seu próximo compromisso, dessa vez lá do outro lado do mundo, no Japão, para a disputa da Copa Europeia/Sul-Americana (antiga Copa Intercontinental). Era a primeira vez que o time aurinegro viajava ao Oriente para brigar por um título que ele conhecia apenas dos tempos de partidas de ida e volta lá nos anos 60. O adversário dos uruguaios era o Aston Villa da Inglaterra, campeão europeu e que havia derrotado o Bayern de Munique. No dia 12 de dezembro daquele ano, jogando com todas as virtudes que lhe fizeram campeão da América, o clube uruguaio mostrou força desde o início do jogo, não se assustou com uma bola na trave dos ingleses, e abriu o placar aos 27´do primeiro tempo, num “estranho” gol de falta marcado por Jair em que a bola quicou dentro do gol e saiu, gerando dúvidas se ela realmente havia entrado. Por via das dúvidas, Morales colocou a redonda para dentro e saiu para o abraço! Sem demonstrar nervosismo algum em campo e com seus jogadores concentrados ao extremo, o Peñarol ampliou a vantagem aos 23´do segundo tempo, quando Walkir Silva saiu em disparada desde o meio de campo, teve o chute prensado pelo zagueiro, mas pegou o rebote para fazer 2 a 0. Esbanjando personalidade e sangue frio, o time aurinegro não deixou os europeus levarem perigo nos minutos finais e o Japão viu naquele dia a consagração do primeiro clube tricampeão intercontinental de futebol: o Peñarol.

## Clubes Participantes
| Confederação | Equipe      | Classificação                                           | Participação |
| ------------ | ----------- | ------------------------------------------------------- | ------------ |
| CONMEBOL     | Peñarol     | Campeão da Copa Libertadores da América de 1982         | 4ª           |
| UEFA         | Aston Villa | Campeão da Taça dos Clubes Campeões Europeus de 1981–82 | 1ª           |

## Chaveamento
|  | A Classificação[NOTA] | A Classificação[NOTA] | A Classificação[NOTA] | A Classificação[NOTA] |   |             | Copa Intercontinental | Copa Intercontinental | Copa Intercontinental | Copa Intercontinental |
|  |                       |                       |                       |                       |   |             |                       |                       |                       |                       |
|  | Aston Villa           | 1                     | –                     | –                     |   |             |                       |                       |                       |                       |
|  | Bayern de Munique     | 0                     | –                     | –                     |   |             |                       |                       |                       |                       |
|  | Bayern de Munique     | 0                     | –                     | –                     |   | Aston Villa | 0                     | –                     | –                     |                       |
|  |                       |                       |                       |                       |   | Aston Villa | 0                     | –                     | –                     |                       |
|  |                       | Peñarol               | 2                     | –                     | – |             |                       |                       |                       |                       |
|  | Peñarol               | Peñarol               | 2                     | –                     | – | 0           | 1                     | –                     |                       |                       |
|  | Peñarol               |                       |                       |                       |   | 0           | 1                     | –                     |                       |                       |
|  | Cobreloa              | 0                     | 0                     | –                     |   |             |                       |                       |                       |                       |

Notas
- NOTA^  Essas partidas não foram realizadas pela Copa Intercontinental. Ambas as partidas foram realizadas pelas finais da Liga dos Campeões da Europa e Copa Libertadores da América daquele ano.

## Final
| 12 de dezembro de 1982 | Peñarol                           | 2 – 0 | Aston Villa | Estádio Nacional, Tóquio, Japão             |
|                        | Jair 27' (pen) · Walkir Silva 68' |       |             | Público: 63 000 Árbitro: Luis Paulino Siles |

| Peñarol | Aston Villa |

|              |    |           |  |
|              |    |           |  |
| GK           | 1  | Fernández |  |
| DF           | 4  | Gutiérrez |  |
| DF           | 2  | Oliveira  |  |
| DF           | 3  | Bossio    |  |
| DF           | 6  | Morales   |  |
| MF           | 5  | Diogo     |  |
| MF           | 8  | Saralegui |  |
| MF           | 10 | Jair      |  |
| FW           | 7  | Ramos     |  |
| FW           | 9  | Morena    |  |
| FW           | 11 | Silva     |  |
| Técnico:     |    |           |  |
| Hugo Bagnulo |    |           |  |

|             |    |                 |  |
|             |    |                 |  |
| GK          | 1  | Jimmy Rimmer    |  |
| DF          | 2  | Mark Jones      |  |
| DF          | 4  | Allan Evans     |  |
| DF          | 6  | Ken McNaught    |  |
| DF          | 3  | Gary Williams   |  |
| MF          | 14 | Dennis Mortimer |  |
| MF          | 10 | Des Bremner     |  |
| MF          | 11 | Gordon Cowans   |  |
| FW          | 5  | Gary Shaw       |  |
| FW          | 16 | Peter Withe     |  |
| FW          | 7  | Tony Morley     |  |
| Técnico:    |    |                 |  |
| Bob Paisley |    |                 |  |

Homem do Jogo:

 Jair (Peñarol) ganhou um automóvel Toyota Corolla.

## Campeão
| Copa Europeia/Sul-Americana de 1982 |
| ----------------------------------- |
| Peñarol 3º Título                   |